# Istótxne (Djankoi)
|  | Per a altres significats, vegeu «Istótxnoie». |

Istótxne (en (ucraïnès): Істочне) és un poble de la República Autònoma de Crimea a Ucraïna, que el 2014 tenia 192 habitants. Pertany al districte rural de Djankoi.